# Спитко IV Мельштинський
Спитко з Мельштина, або Спитек з Мельштина Тарновський гербу Леліва (? — близько 1503) — польський шляхтич, військовик та урядник Королівства Польського.

## Життєпис
Його батько — Спитко ІІІ з Мельштина, учасник польського гуситського руху, загинув у битві під Ґротниками. Брат Ян (пом. близько 1474 р.) став ченцем-бернардином. Був студентом Краківського університету, кліриком (студент духовник) у 1454—1455 роках. Посада (уряд) — завихостський каштелян. Помер близько 1503 року.

### Сім'я
Дружина — Катажина Гіжицька гербу Гоздава, донька Вінцентія Гіжицького, маршалка мазовецьких князів, каштеляна візненського. Діти:
- Ян Мельштинський
- Вінцентій Мельштинський
- Беата Мельштинська
- Катажина Мельштинська
- Анна, 15 березня 1510 р. вийшла заміж за першого великого гетьмана коронного Миколая Каменецького.
- Станіслав Мельштинський
- Рафал Мельштинський
- Миколай Мельштинський